# Cuzăplac (gmina)
Cuzăplac – gmina w Rumunii, w okręgu Sălaj. Obejmuje miejscowości Cubleșu, Cuzăplac, Gălășeni, Mierța, Petrindu, Ruginoasa, Stoboru i Tămașa. W 2011 roku liczyła 1864 mieszkańców.